# MEMORY BOYS〜想い出を売る店〜
『MEMORY BOYS〜想い出を売る店〜』（メモリーボーイズ おもいでをうるみせ）は、2018年6月30日よりサンリオピューロランドのアトラクション「フェアリーランドシアター」で連日上演されていた、辻信太郎著『想い出を売る店』を原作とした2.5次元ミュージカル作品である。通称：メモミュ。

## 概要
前作『ちっちゃな英雄』に続く、サンリオピューロランドとネルケプランニングによるミュージカル作品第2弾である。1985年に映画化されている「想い出を売る店」と同様のコンセプトで製作されている。劇中の音楽や舞台装置（小道具）の一部にも当時の映画と同じものが使用されている。キャストは若手男性俳優のみの出演で、衣装も少しレトロなスチームパンク風で統一されている。
上演時間約40分。PUROPASS（ピューロパス）販売対象ショー。ショーとしてはサンリオピューロランド初のファンサイト（一部有料）も開設されている。
ショー進行中の撮影や録音は禁止だが、2018年12月20日より、フィナーレの出演者とのハイタッチのシーンと、カーテンコールのみ解禁される。
2020年2月22日から、新型コロナウイルス感染拡大防止のため、サンリオピューロランドが臨時休館したため、当作品も無期限休演となった。

## あらすじ
個性豊かなMEMORY BOYSが働く「想い出を売る店」では、誰もが持っている、大切な想い出に触れることができる。
ある日、コンサートを控えたバイオリニストのルバートとその兄であるラルゴが店を訪れ、亡き父と共に演奏していた頃の想い出に触れていった。しかしコンサートの直前、2人が大切にしているバイオリンが無くなってしまう。バイオリンの行方を探るMEMORY BOYSは、過去にも兄弟のバイオリンが壊される事件があったことを知る。

## 登場キャラクター
マイメロディ
本作のストーリーテラー。
マーチ
メモリーボーイズのリーダー。テンションが高く、直感を大事にしている。
セレナーデ
メモリーボーイズのサブリーダー。通称セレナ。冷静沈着で頭脳明晰。
ノクターン
メモリーボーイズのマスコット担当。通称ノクタン。いつも眠たそうにしており、おっとりとした性格。
ルバート
街で有名なバイオリニストであり、ラルゴの弟。天才的なバイオリンの才能を持つ。自分の才能しか見ていない兄に不満を持っている。
ラルゴ
街で有名なバイオリニストであり、ルバートの兄。真面目で楽譜通りにしかバイオリンを弾くことができない。弟の才能をうらやましく思っている。
グリッサ
ラルゴの親友でバイオリン職人の息子。少々荒っぽい性格。

## キャスト
「チームフォルテ」と「チームアレグロ」の2チーム、ダブルキャストでの上演。

### チーム フォルテ（Team FORTE）
- ストーリーテラー - マイメロディ

2018年6月30日 - 12月19日
- マーチ：瀬戸祐介（ - 8月19日）、田内季宇（8月21日 - 9月26日）、大野紘幸（9月28日  - ）
- セレナーデ：中尾拳也（ - 8月31日）、高橋優太（7月7日 - 9月26日）、山野光（9月28日 - ）
- ノクターン：佐野真白
- ルバート：笠原彰人
- ラルゴ：五十嵐拓人
- グリッサ：鈴木雅也（ - 9月26日）、時人（9月28日 - ）

2018年12月21日 - 2019年6月18日
- マーチ：園村将司
- セレナーデ：山野光 (- 3月12日）、飯塚智基（3月15日 - ）
- ノクターン：佐藤圭輔（ - 3月31日）、佐野真白（4月2日 - ）
- ルバート：世古口凌
- ラルゴ：川村玲央（ - 3月12日）、白石康介（3月15日 - ）
- グリッサ：森田晋平（ - 3月12日）、つわぶき峻（3月15日 - ）

2019年6月20日 - 12月17日
- マーチ：大野紘幸（ - 9月18日）、内野楓斗（9月20日 - ）
- セレナーデ：御堂耕平
- ノクターン：神越将
- ルバート：大城ベイリ
- ラルゴ：嶋崎裕道
- グリッサ：つわぶき峻（ - 9月18日）、稲葉匠（ 9月20日 - ）

2019年12月19日 - 2020年2月21日（以降休場）
- マーチ：野見山拳太（10月まで）
- セレナーデ：上山航平（2月まで）
- ノクターン：今牧輝琉（6月まで）
- ルバート：窪田翔（2月まで）
- ラルゴ：嶋崎裕道（2月まで）
- グリッサ：益永拓弥（10月まで）

### チーム アレグロ（Team ALLEGRO）
- ストーリーテラー - マイメロディ

2018年6月30日 - 12月18日
- マーチ：真田貴裕（ - 9月25日）、月岡弘一（9月27日 - ）
- セレナーデ：木村敦（ - 9月25日）、丸山ナオ（9月27日 - ）
- ノクターン：渡部大稀
- ルバート：木原健人
- ラルゴ：平井雄基（ - 9月25日）、福田直也（9月27日 - ）
- グリッサ：増本健一

2018年12月20日 - 2019年6月17日
- マーチ：森遼
- セレナーデ：松山拳也
- ノクターン：小松ゆう
- ルバート：内野楓斗
- ラルゴ：聖矢
- グリッサ：小田桐咲也

2019年6月19日 - 12月16日
- マーチ: 藤希宙
- セレナーデ：上山航平
- ノクターン：菊池颯人
- ルバート：KAZKI
- ラルゴ：松井翔司
- グリッサ：新美直己

2019年12月18日 - 2月21日
- マーチ：藤希宙（2月まで）
- セレナーデ：横宮拓真（10月まで）
- ノクターン：星優斗（10月まで）
- ルバート：佐藤淳（10月まで）
- ラルゴ：山口翼（6月まで）
- グリッサ：松浦ミキル（10月まで）

### 映像出演
- ルバート&ラルゴの父：田中しげ美
- ルバート（幼少期）：植村凱
- ラルゴ（幼少期）：長堀海琉[18]

### 声の出演
- 佐久間レイ[注釈 1]
- 島田敏

- 伊藤マサミ[18]
- 亀田真二郎[18]
- 芹澤良[18]
- 舞原鈴[18]
- 木村一也[18]
- 雨宮光[18]

## 曲目
1. 想い出を売る店[注釈 2]
2. メモリーメーカー
3. メモリーシャボン
4. ただいま
5. メモリーメーカー（リプライズ）
6. Re-search
7. Up to You
8. Up to You（リプライズ）
9. 想い出を売る店（リプライズ）
10. 想い出を売る店（リプライズ） - カーテンコール

## スタッフ
- 製作総指揮：辻信太郎[6]
- 原作：「想い出を売る店」（著：辻信太郎）
- エグゼクティブプロデューサー：野村高章
- チーフプロデューサー：小巻亜矢・伊藤大作
- プロデューサー：佐藤 哲
- 脚本・作詞：浅井さやか
- 演出：伊藤マサミ（進戯団 夢命クラシックス）
- 音楽：坂部 剛
- 美術：青木拓也
- 振付：本山新之助
- 演出協力：亀田真二郎（東京パチプロデュース）
- 衣裳デザイン：加藤佑里恵（藤衣裳）
- ヘアメイク：アトリエレオパード
- イラスト：名尾生博
- 技術監督：寅川英司[7]
- 制作協力：ネルケプランニング

## イベント
- サンリオピューロランド 新作ミュージカル「MEMORY BOYS〜想い出を売る店〜」先行お披露目公演（2018年6月27日[19]）
- MEMORY BOYS〜想い出を売る店〜 1st Anniversary Event（2019年8月11日[20]）

## メディア作品
DVD / Blu-ray
『MEMORY BOYS〜想い出を売る店〜』 （2019年3月6日、サンリオ）
DVD版 V-1260 ISBN 978-4-387-18116-3
BD版 V-1261 ISBN 978-4-387-18117-0
出演メンバーは、マーチ：瀬戸祐介、セレナーデ：木村敦、ノクターン：佐野真白、ルバート：笠原彰人、ラルゴ：五十嵐拓人、グリッサ：増本健一。特典として出演者スペシャルインタビュー映像やメイキング映像が収録されている。本編45分、特典16分。